# Asta di captazione

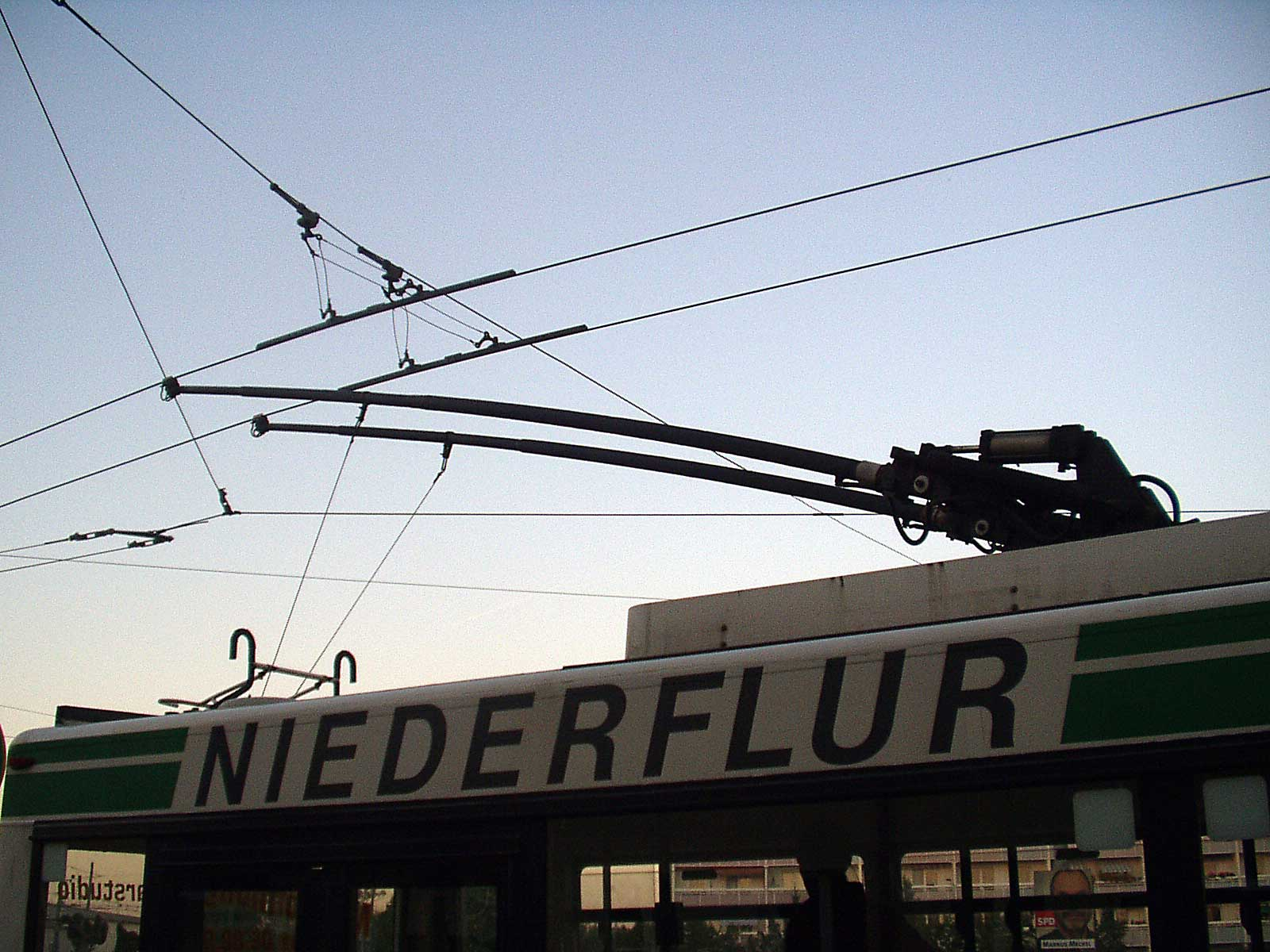
Coppia di aste sopra un filobus

L'asta di captazione (trolley pole in Inglese) è un dispositivo in legno o metallo leggero munito di un conduttore elettrico atto a trasferire potenza elettrica agli apparati interni di veicoli a trazione elettrica come tram e filobus. In particolare l'asta di captazione realizza un contatto meccanico tra il veicolo e una linea aerea di alimentazione, svolgendo pertanto la funzione che nel veicolo ferroviario è assicurata dal pantografo. Essendo un elemento tipico dei mezzi di trasporto urbano, esistono varie denominazioni locali adottate popolarmente nelle diverse città: ad esempio, a Milano è conosciuta come perteghetta (in dialetto, diminutivo di "pertega", pertica).
Le estremità libere dell'asta sono rivolte all'indietro rispetto al senso di marcia del veicolo, e portano un dispositivo di contatto con ulteriori funzioni di guida laterale, generalmente costituito da una ruota a gola (ad asse orizzontale) nei veicoli più datati, oppure da un profilo curvo strisciante contenente materiale conduttore e con basso coefficiente d'attrito, come grafite e rame sinterizzati, nei veicoli più moderni. 
Le aste, articolate nel piano verticale ed orizzontale, sono munite di dispositivi di sollevamento che consentono di mantenere in corsa una costante forza di spinta verso l'alto, che garantisce opportuna continuità di contatto sul filo e allo stesso tempo che i bordini (della ruota o del profilo curvo) si mantengano "abbracciati" alla fune della linea aerea, mantenendo la funzione di guida dell'intera asta.
La rotazione nel piano orizzontale delle aste è generalmente del tutto libera.

## Descrizione particolareggiata del dispositivo

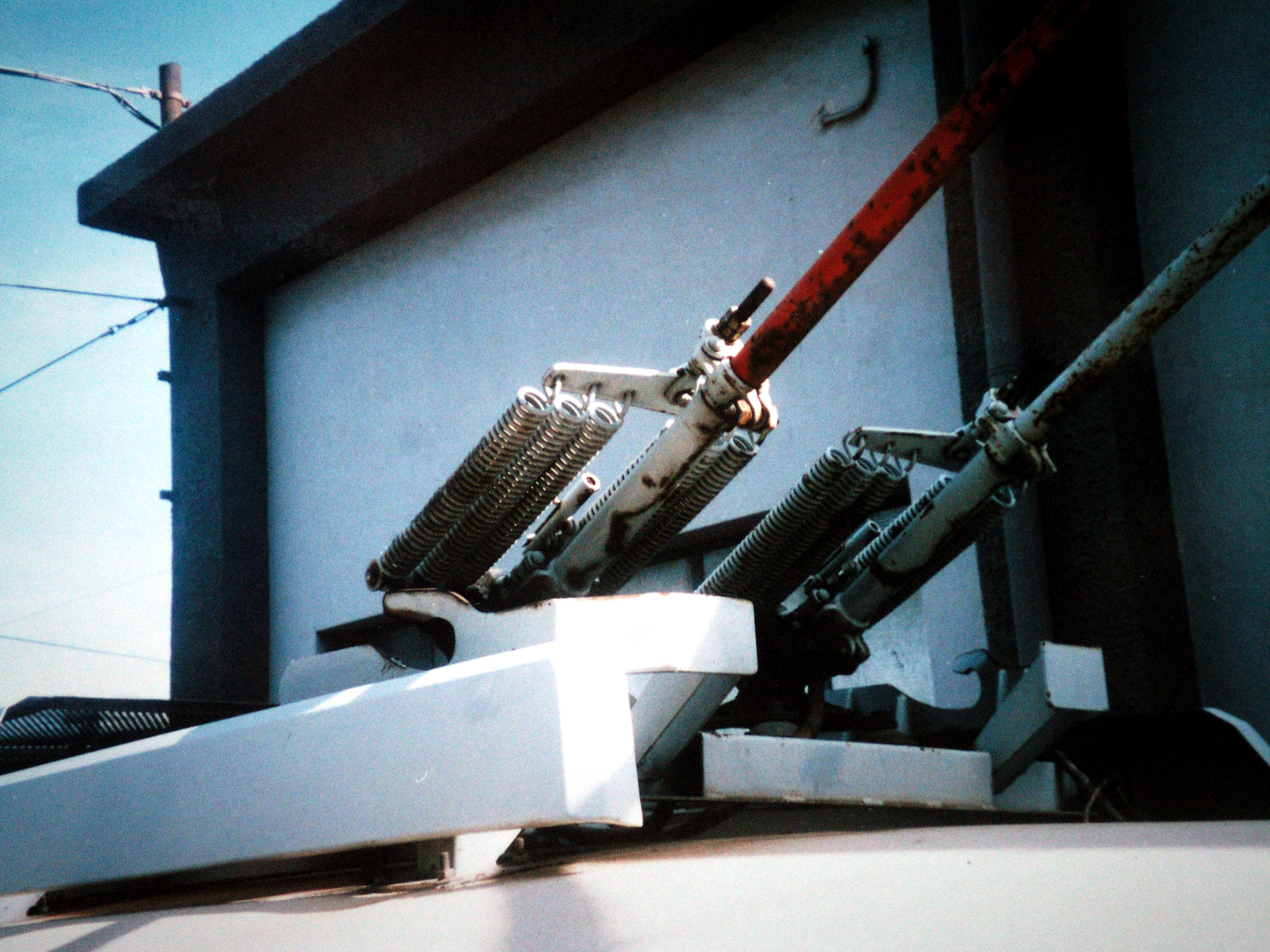
Asta in metallo con base a molla di un Socimi 8839

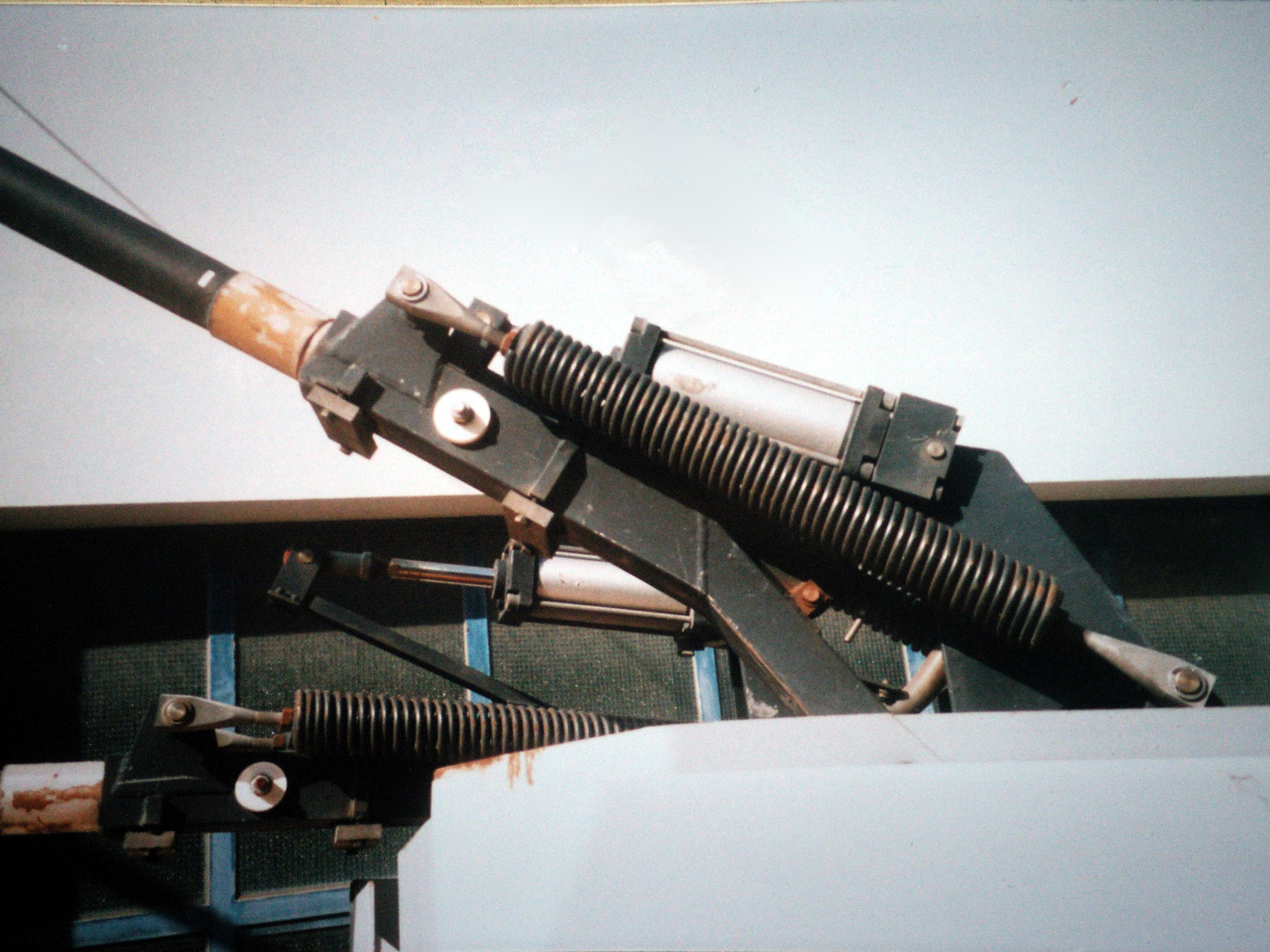
Asta in fibra di carbonio con base a pistone di un Socimi 8845

Il trolley è posizionato sulla sommità del veicolo; la spinta verso l'alto è garantita solitamente da un sistema di molle e pistoni pneumatici disposti in parallelo, dove ai secondi è affidata la funzione di regolazione attiva della pressione. Se l'asta è in legno, un cavo porta la corrente elettrica lungo il veicolo. Un'asta in metallo può utilizzare un cavo simile o può essere elettricamente "a nudo", richiedendo però che la base sia isolata dal corpo del veicolo, tuttavia questa soluzione è ormai di rarissimo utilizzo. 
Le aste di captazione vengono solitamente alzate e abbassate mediante il comando di una fune un cui capo è collegato all'estremità dell'asta (vicino alla ruota o allo strisciante) mentre l'altro è avvolto su un tamburo generalmente montato sul retro del veicolo. La fune, in trazione, si oppone pertanto alla spinta delle molle e dei pistoni pneumatici. Tale tamburo è tipicamente munito di un dispositivo di ritenuta d'emergenza in passato chiamato gergalmente acchiappacarrelli, caratterizzato da un dente d'arresto centrifugo (come quello delle cinture di sicurezza) che in caso di rotazione rapida del tamburo provvede a bloccarlo rapidamente: questo per impedire che in caso di scarrucolamento dell'asta (ossia di perdita di guida da parte del dispositivo di captazione rispetto al filo di contatto) questa non si alzi improvvisamente (se non con uno spostamento minimo) rischiando urti e contatti pericolosi con le sospensioni della linea aerea o altri corpi fissi (come alberi, lampioni, etc), e rischiando anche di lasciare il veicolo senza forza motrice e quindi di farlo immobilizzare finché non lo si riposiziona manualmente.
Prima degli anni 1980 venivano utilizzati quasi esclusivamente sistemi a molle per sollevare l'asta e tenerla puntata verso l'alto: mancando dispositivi a pressione regolabile (come i pistoni pneumatici adottati in seguito in aggiunta alle molle) al termine del posizionamento del dispositivo di captazione contro la fune di contatto era necessario regolare nuovamente la rigidezza delle molle (che, in quanto distese, esplicavano minor forza), oppure (in caso di molle caricate con regolazione fissa) ricorrere alla funzione di trazione (in parte regolabile) della fune di abbassamento anche durante la corsa.
In qualche caso i dispositivi di captazione al termine dell'asta (ruota o profilo curvo strisciante) hanno possibilità di rotazione nel piano orizzontale, per meglio consentire il corretto allineamento del dispositivo alla fune di contatto anche quando le aste risultassero disposte non parallele (nel piano orizzontale) alle funi stesse, come ad esempio in fase di sorpasso o comunque di marcia su traiettoria laterale rispetto alla linea aerea.

## Asta singola e doppia
Ogni asta porta un solo conduttore, pertanto in caso di alimentazioni con bifilare (cioè doppia linea aerea di alimentazione) occorrono due aste: questo è tipico nelle linee di filobus e filocarro in corrente continua, mentre nelle linee di tram e ferrovie,  alimentati in corrente continua, l'asta è singola come il filo aereo perché (salvo rare eccezioni) per realizzare uno dei due poli elettrici di alimentazione viene sfruttato anche il binario (come polo a potenziale di terra).

## Declino dell'uso
Le aste di captazione sono state utilizzate agli albori della trazione elettrica anche per tranvie e ferrovie, tuttavia in questi ultimi casi sono state ben presto soppiantate da sistemi di captazione a strisciante privi di funzioni di guida, quali gli archetti, i trolley a stanga rigida e i pantografi che consentono una maggiore stabilità di funzionamento.
Le aste di captazione sono quindi rimaste in uso solo per filobus e filocarri poiché, potendo questi veicoli muoversi liberamente nella carreggiata stradale (o comunque in una sua porzione di considerevole larghezza) e non su traiettorie prestabilite imposte dal binario risulta indispensabile la presenza di una funzione di guida rispetto alla linea aerea.